# Westfield (Nowy Jork)
Westfield – miasto w Stanach Zjednoczonych, w stanie Nowy Jork, w hrabstwie Chautauqua.